# Electric (Go Back to the Zoo)
Electric is een nummer van de Nederlandse rockband Go Back to the Zoo uit 2010. Het is de tweede single van hun debuutalbum Benny Blisto.
"Electric" betekende de doorbraak voor Go Back to the Zoo. Hoewel het in de Nederlandse Top 40 slechts een bescheiden 34e positie bereikte, werd het wel een grote radiohit. Ook werd het gebruikt in een reclame voor Mentos.